# Neolimnophila appalachicola
Neolimnophila appalachicola är en tvåvingeart som beskrevs av Alexander 1941. Neolimnophila appalachicola ingår i släktet Neolimnophila och familjen småharkrankar. Inga underarter finns listade i Catalogue of Life.